# Schusteria nagisa
Schusteria nagisa är en kvalsterart som beskrevs av Kurasawa och Aoki 2005. Schusteria nagisa ingår i släktet Schusteria och familjen Selenoribatidae. Inga underarter finns listade i Catalogue of Life.